# Zoning (Tangerine Dream)
Zoning is een studioalbum van Tangerine Dream. Het bevat de filmmuziek die de band schreef voor de film Zoning uit 1986. Die film, over de ontmenselijking van de grote stad, was maar even in Duitsland te zien om voor een lange tijd te verdwijnen. In 1996 kwam de film uit op video met geheel nieuwe muziek. Tangerine Dream had de muziek grotendeels opnieuw opgenomen in 1994 in de geluidsstudio Eastgate te Wenen. De muziek past dan ook meer bij de muziek die Tangerine Dream in 1986 maakte, dan bij hun muziek van rondom 1996. Er zijn sterke vermoedens dat Edgar Froese muziek van zichzelf stal van zijn album Beyond the storm. De muziek van de track Eyewitness news staat namelijk op dat album, maar dan onder de titel Descent like a hawk. 

## Musici
- Edgar Froese, Jerome Froese – synthesizers, elektronica

## Muziek
| Nr. | Titel                   | Duur |
| --- | ----------------------- | ---- |
| 1.  | The conspiracy          | 5:54 |
| 2.  | Skyscraper              | 4:18 |
| 3.  | Headhunter              | 4:11 |
| 4.  | Downtown Chicago        | 4:28 |
| 5.  | Fading and turning      | 3:13 |
| 6.  | Affluent society        | 3:07 |
| 7.  | Stairway affair         | 5:29 |
| 8.  | Good choice, bad timing | 4:22 |
| 9.  | Bachelor of crime       | 5:15 |
| 10. | Unfit for consumption   | 5:23 |
| 11. | Days of grief and glory | 5:05 |
| 12. | Eyewitness news         | 5:11 |
| 13. | Missing link            | 4:52 |